# Font del Boix (Sant Serni)
La Font del Boix és una font de l'antic terme de Sant Serni, actualment pertanyent al municipi de Gavet de la Conca. És dins del territori del poble de Sant Serni.
Està situada a 684 m d'altitud, al sud-est de Sant Serni, al vessant occidental del Serrat de Guamis. Es troba en el costat de llevant del camí rural que mena als camps de conreu del peu de la serra esmentada.